# 八木チエ
八木 チエ（やぎ チエ、1983年 - ）は、株式会社エワルエージェント（英文商号：ewalu-agentCo.,Ltd）の代表取締役。宅地建物取引士；ファイナンシャルプランナー。

## 略歴
宅地建物取引士；ファイナンシャルプランナー。1983年生まれ。
IT会社に入社、その後弁護士事務所にて新規不動産投資事業の立ち上げを経て、2018年情報メディア会社を設立。不動産投資など多分野に渡り情報発信に特化。

## 人物
2006年、日本情報通信株式会社入社。
2012年、ベリーベスト法律事務所へ転職。グループ会社に出向し、海外投資家向けの日本投資事業を立ち上げる。
2014年、株式会社不動産投資の教科書を設立。
2018年、株式会社エワルエージェントを設立。
2019年、不動産投資情報サイト「みんかぶ不動産」をリリースし、プロデューサーとして運営を携わる。